# Слобода-Ходацька
Слобода-Ходацька — село в Україні, у Барській міській громаді Жмеринського району Вінницької області.

## Історія
12 червня 2020 року, відповідно до Розпорядження Кабінету Міністрів України № 707-р «Про визначення адміністративних центрів та затвердження територій територіальних громад Вінницької області», увійшло до складу Барської міської громади.
19 липня 2020 року, в результаті адміністративно-територіальної реформи та ліквідації Барського району, село увійшло до складу Жмеринського району.

## Географія
Селом протікає річка Безіменна, ліва притока Лядової.

## Пам'ятки
У селі є пам'ятки:
- Пам'ятник 50 воїнам-односельцям, загиблим на фронтах Другої світової війни[3], споруджений 1969 року. Пам'ятка розташована біля сільського клубу.

## Відомі уродженці
- Олександр Іванович Якимчук — Герой Радянського Союзу

## Галерея

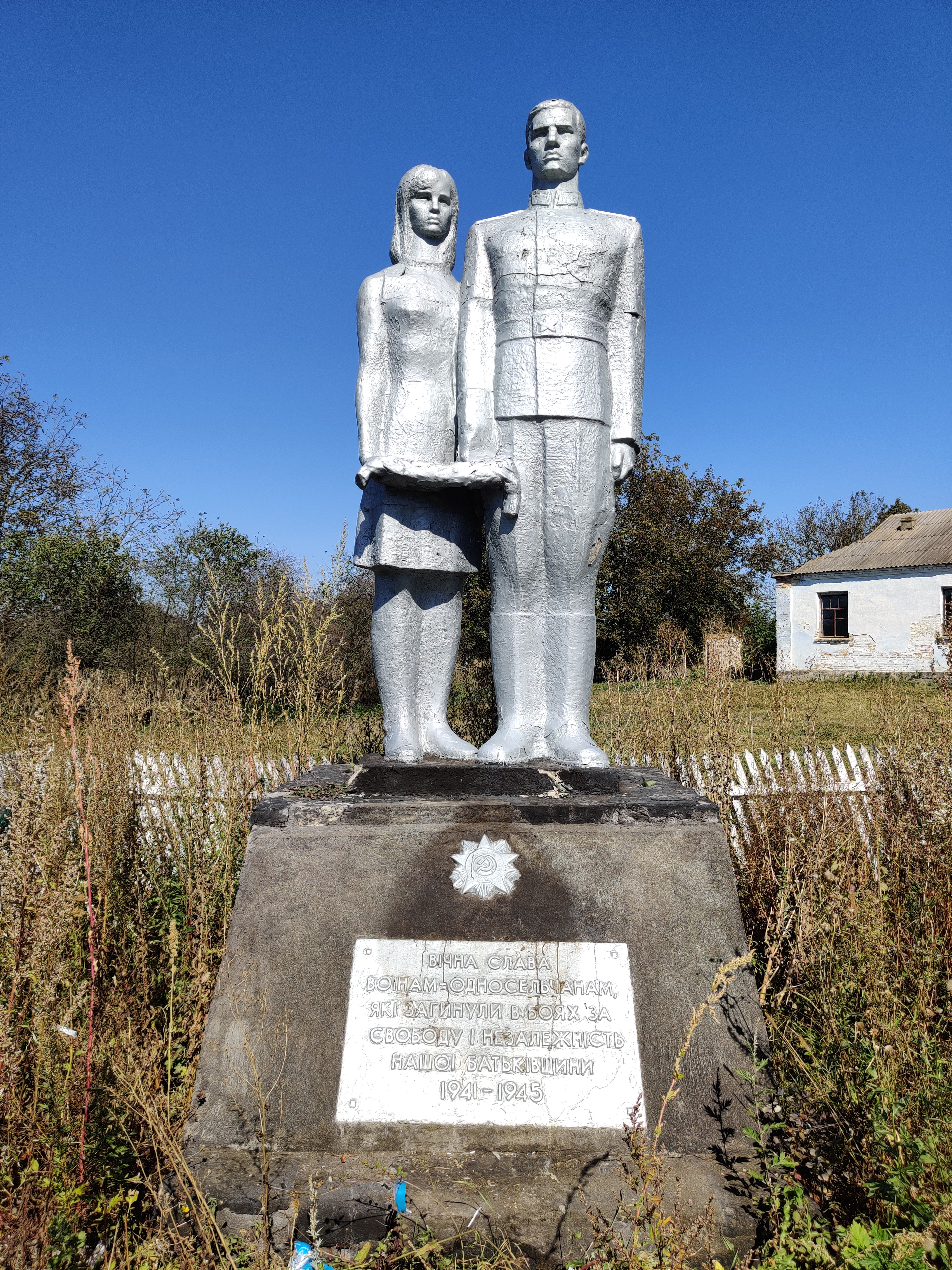
Пам'ятник воїнам-односельчанам